# Стара Управна зграда пољопривредног добра у Добричеву
Стара Управна зграда пољопривредног добра у Добричеву, насељеном месту на територији општине Ћуприја, представља непокретно културно добро као споменик културе.
Зграда је саграђена у шестој деценији 19. века, за време друге владавине књаза Милоша Обреновића, као административно седиште најстаријег „Државног сточарског завода” у Србији, основаног 1852. године. Зграда је једна од најлепших и најрепрезентативнијих грађевина свога времена која је до данас и поред неких мањих преправки, задржала свој аутентични облик. 
Грађена је од тврдог материјала са малтерисаним, веома декоративним фасадама. Основа је правоугаоног облика са једним избаченим анексом са унутрашње стране. Зидана је као високопартерна зграда са четворосливним кровом, покривеним бибер црепом. По својим стилским одликама припада неокласицизму. Распоред простора доста је монументалан, са веома декоративном главном фасадом. Посебну вредност на згради представљају рељефни украси на порталима, прозорима, кордонским венцима, пиластрима и угаоним лезенама.
Зграда је напуштена и у рушевном стању.